# جمال حماد
محمود جمال الدين إبراهيم محمد حماد وهو ضابط مصري شارك في حركة الضباط الأحرار وكتب البيان الأول لها.

## نشأته
ولد جمال حماد في مدينة القاهرة في 10 مايو سنة 1921 م. وتوفي يوم الخميس 27 أكتوبر 2016، عن عمر ناهز 95 عاما. والده هو الشيخ إبراهيم محمد حماد من قرية «شبرا ريس» بمركز شبراخيت محافظة البحيرة، وهو من خريجي الأزهر الشريف وكان يعمل مدرسا للغة العربية، فتعلم منه ابنه جمال علوم اللغة العربية والشعر والتاريخ.

## حياته العسكرية
بعد حصوله على شهادة البكالوريا التحق جمال حماد بالكلية الحربية وتخرج منها في منتصف إبريل عام 1939 وكان من زملائه الذين تخرجوا معه في نفس الدفعة كل من المشير عبد الحكيم عامر، وصلاح سالم، وصلاح نصر النجومي مدير المخابرات العامة الأسبق.
بدأ خدمته العسكرية في السودان ثم انتقل لمنطقة القناة ثم إلى الإسكندرية.
أثناء الحرب العالمية الثانية، عمل مدرسا لمادة التكتيك العسكري والأسلحة في مدرسة المشاة والكلية الحربية في مصر بين عامي 1942 و 1946
تولّى جمال حماد أركان حرب سلاح المشاة (قبل قيام ثورة يوليو) وكان برتبة صاغ (رائد)، وكان اللواء محمد نجيب مديراً لإدارة المشاة، وتعرف عليه عن قرب وازداد به وثوقا، فانضم في هذه الفترة لتنظيم الضباط الأحرار عام 1950 عن طريق صديقه الصاغ أ.ح عبد الحكيم عامر، واشترك في الفاعليات الأولى لثورة 23 يوليو 1952، وكتب بنفسه البيان الأول للثورة الذي ألقاه البكباشي أنور السادات صباح يوم 23 يوليو من مقر هيئة الإذاعة.
اتصل جمال حماد بعد ذلك باللواء محمد نجيب الذي حضر بسيارته الخاصة إلى مبنى رئاسة الجيش بعد أن تم الاستيلاء عليه بمقدمة الكتيبة الأولى مشاه التي يقودها البكباشي يوسف صديق والذي لولاه لفشلت الثورة وذلك لأن الملك فاروق الذي كان يحتفل بتشكيل وزارة الهلالي في قصر رأس التين بالإسكندرية، علم بالأمر وكلّف الفريق حيدر باشا بالقضاء على هذه الحركة الذي كلّف بدوره الفريق حسين فريد رئيس هيئة الأركان العامة للجيش الذي اجتمع بكبار قيادات الجيش لمناقشة، وبينما هو جالس في مكتبه وصلت قوات يوسف صديق وتم القبض عليه وهو مجتمع بهم، ونجحت الثورة وغادر الملك يوم 26 يوليو 1952 بعد أن وقع على التنازل عن العرش لابنه الرضيع أحمد فؤاد الثاني.
تولى جمال حماد بعدها منصب مدير مكتب القائد العام محمد نجيب، وتطور الأحداث وحدثت خلافات داخل مجلس قيادة الثورة الذي كان رجاله من أنصار جمال عبد الناصر.
بعد أحداث فبراير ومارس 1954، قدّم نجيب استقالته ورجع تحت ضغط الإرادة الشعبية، ولكنه كان بلا سلطات لأن السلطات التي كانت بيده انتزعت منه فتولى قيادة الجيش الصاغ عبد الحكيم عامر الذي تم ترقيته أربعة ترقيات دفعة واحدة إلى رتبة اللواء، وتولى عبد الناصر منصب رئيس الوزراء وأصبح نجيب رئيسا بلا صلاحيات إلى أن تم القبض عليه وتحديد إقامته في فيلا زينب الوكيل حرم النحاس باشا.
عارض اعتقال محمد نجيب ووضعه محددا إقامته في فيلا المرج 18 عاما وأوضح في كتبه أن لنجيب فضل في نجاح الحركة كضابط برتبه لواء معروف للشارع المصري وأنه بدونه كانت نسبة الفشل ستكون أعلى لأن الباقين شخصيات غير معروفه داخل مصر أو خارجه.
بعد الإطاحة بمحمد نجيب انتدب للعمل ملحقا عسكريا لمصر بين عامي 1952 و 1957 في كل من سوريا ولبنان والأردن والعراق.
عُيّن محافظا لكفر الشيخ ثم محافظا للمنوفية وذلك بين عامي 1965 و 1968.
وضع اسمه على رأس قائمة الضباط الأحرار حينما صدر قرار جمهوري عام 1972.
أصدر عدة كتب عن ثورة يوليو وأسرارها حتى لقب بمؤرخ الثورة.

## مؤلفاته

### كتب في التاريخ الإسلامي
1. معارك الإسلام الكبرى
2. غزوة بدر الكبرى
3. أعلام الصحابة

### كتب في التاريخ المعاصر
1. 22 يوليو أطول يوم من تاريخ مصر
2. الحكومة الخفية
3. من سيناء إلى الجولان
4. المعارك الحربية على الجبهة المصرية

### روايات
1. غروب وشروق وتم تحويلها إلى فيلم سينمائي.
2. وثالثهم الشيطان وتم تحويلها إلى فيلم سينمائي.

## وصلات خارجية
- جمال حماد على موقع أرشيف الشارخ.
- برنامج شاهد على العصر اللواء أركان حرب جمال حماد إنتاج قناة الجزيرة، يوتيوب
- برنامج شاهد على العصر اللواء أركان حرب جمال حماد على قناة الجزيرة - وهنا